# Obřany
Obřany (deutsch Oberseß, auch Obřan/Obrzan) ist ein Ortsteil von Brno in Tschechien. Er liegt am östlichen Stadtrand von Brünn und gehört zum Okres Brno-město. Zusammen mit dem Ortsteil Maloměřice bildet er den Stadtbezirk Maloměřice a Obřany.

## Geographie
Obřany erstreckt sich im Südwesten des Drahaner Berglandes rechtsseitig der Svitava im Seitental des Baches Obřanský potok.
Nachbarorte sind Bílovice und Kanice im Nordosten. Benachbarte Stadtteile sind Soběšice im Norden, Maloměřice im Süden und Husovice im Südwesten.

## Geschichte

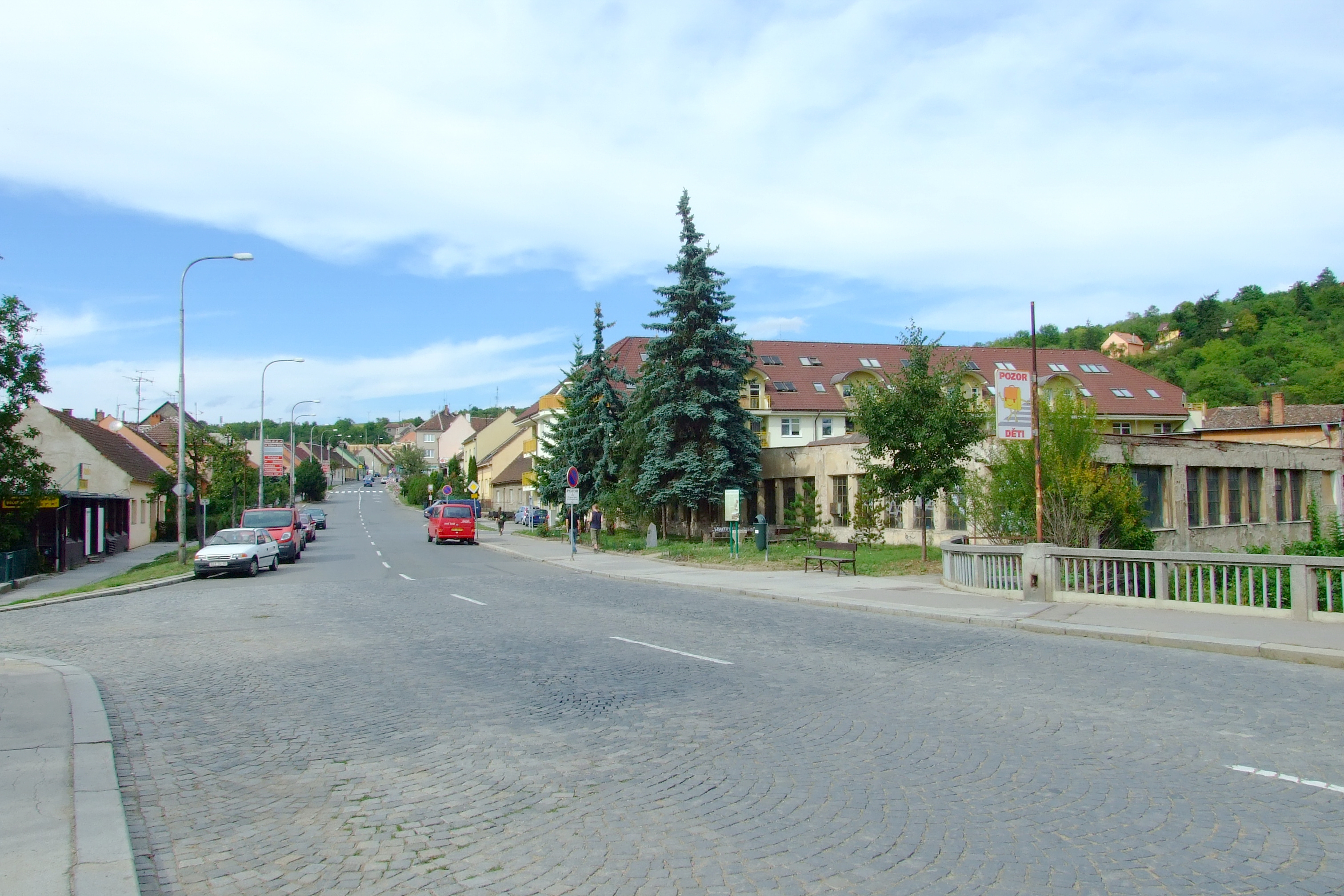
Gesamtansicht

Obřany wurde erstmals 1234 erwähnt, als es im Besitz des späteren Brünner Burggrafen Přibyslav von Křižanov war. Vermutlich nach dessen Tod 1251 oder schon vorher als Heiratsgut seiner Tochter Euphemia/Ofka gelangte es an seinen Schwiegersohn Boček von Jaroslavice und Zbraslav. Dessen Sohn Gerhard von Zbraslav und Obřany errichtete zwei Kilometer nordöstlich des Ortes die Burg Obřany, nach der er ab 1278 als Erster das Prädikat „von Obřany“ (z Obřan) benutzte. Dieses Prädikat wurde später auch auf Gerhards Vater Boček von Jaroslavice und Zbraslav und auch auf dessen Vater Gerhard von Zbraslav übertragen, der niemals im Besitz von Obřany gewesen war.
Nach dem Tod von Gerhard von Zbraslav und Obřany 1291 erbten dessen hinterlassene Besitzungen seine Söhne Boček († 1296) und Smil. Da der letztere 1312/13 ohne männliche Nachkommen starb, erlosch mit ihm die direkte Linie der Herren von Obřany, die später auch dem Adelsgeschlecht von Kunstadt (z Kunštatu) zugerechnet wurde. Vermutlich weil sich Smil gegen den böhmischen König Johann von Luxemburg wandte, übertrug der König Burg und Herrschaft Obřany 1313 dem Heinrich von Leipa. 1395 wurde es von der Kartause Královo Pole (Königsfeld) bei Brünn erworben. Im Rahmen der Josephinischen Reformen gelangte es an den Religionsfonds, der es 1825 dem Josef Schindler verkaufte.
Nach der Aufhebung der Patrimonialherrschaften bildete Obřany ab 1850 eine Gemeinde im Brünner Bezirk. Nach der Gründung der Tschechoslowakei wurde Obřany 1919 nach Brünn eingemeindet. Seit dem 24. November 1990 bildet es mit dem Ortsteil Maloměřice den Stadtbezirk Maloměřice a Obřany.

## Sehenswürdigkeiten

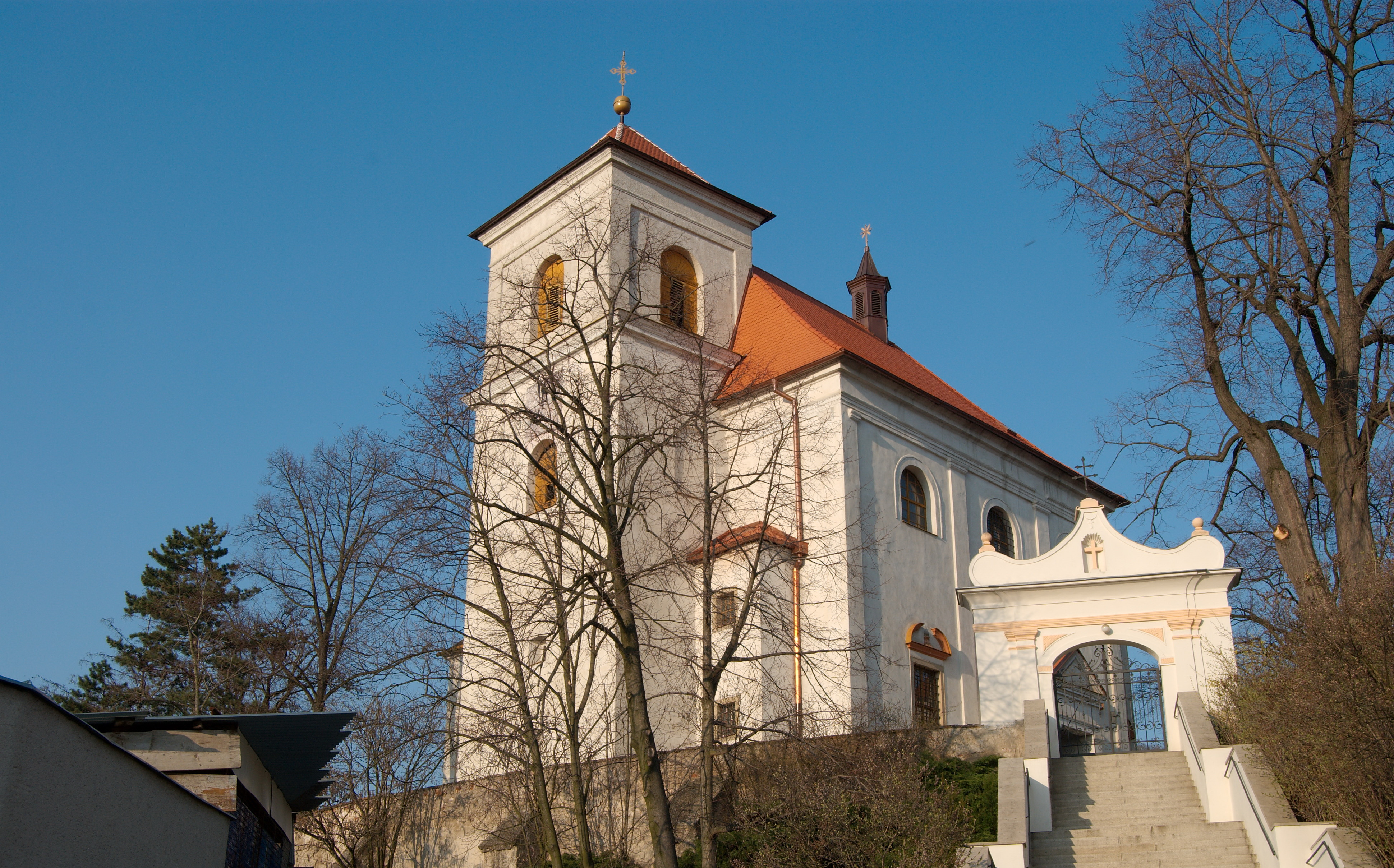
St.-Wenzels-Kirche

- Burg Obřany
- St.-Wenzels-Kirche